# داستان خدا با مورگان فریمن
داستان خدا با مورگان فریمن (انگلیسی: The Story of God with Morgan Freeman) یک سریال مستند تلویزیونی است که برای اولین بار در کانال نشنال جئوگرافی در آوریل ۲۰۱۶ منتشر شد.

## داستان
مورگان فریمن در این سریالِ مستند تمام تلاش خود را می‌کند تا به مردم نشان دهد که اغلب ادیان، زندگی پس از مرگ را چگونه تصور می‌کنند.

## قسمت‌ها
| شماره | عنوان                  | زمان انتشار اصلی |
| ----- | ---------------------- | ---------------- |
| ۱     | «پس از مرگ»            | آوریل ۳, ۲۰۱۶    |
| ۲     | «آخرالزمان»            | آوریل ۱۰, ۲۰۱۶   |
| ۳     | «خدا کیست؟»            | آوریل ۱۷, ۲۰۱۶   |
| ۴     | «خلقت»                 | آوریل ۲۴, ۲۰۱۶   |
| ۵     | «چرا شیطان وجود دارد؟» | مه ۱, ۲۰۱۶       |
| ۶     | «قدرت معجزات»          | مه ۸, ۲۰۱۶       |

| شماره | عنوان         | زمان انتشار اصلی |
| ----- | ------------- | ---------------- |
| ۱     | «انتخاب شده»  | ژانویه ۱۶ ,۲۰۱۷  |
| ۲     | «بهشت و جهنم» | ژانویه ۲۳ ,۲۰۱۷  |
| ۳     | «اثبات خدا»   | ژانویه ۳۰ ,۲۰۱۷  |

| شماره | عنوان             | زمان انتشار اصلی |
| ----- | ----------------- | ---------------- |
| ۱     | «در جستجوی شیطان» | مارچ ۳, ۲۰۱۹     |
| ۲     | «خدا در بین ماست» | مارچ ۱۲, ۲۰۱۹    |
| ۳     | «دیدن خدا»        | مارچ ۱۹, ۲۰۱۹    |
| ۴     | «گناهان بزرگ»     | مارچ ۲۶, ۲۰۱۹    |
| ۵     | «اسرار الهی»      | آوریل ۲, ۲۰۱۹    |
| ۶     | «قوانین مقدس»     | آوریل ۹, ۲۰۱۹    |